# Johann Bernhard Mayer
Johann Bernhard Mayer (auch Meyer, * 4. November 1669 in Lauda; † 7. September 1747 in Würzburg) war ein römisch-katholischer Geistlicher.

## Leben
Johann Bernhard Mayer wurde 1669 geboren. Er studierte in Würzburg und Rom. Am 18. September 1694 wurde er zum Diakon und am 18. Dezember 1694 zum Priester geweiht. Zwischen 1694 und 1696 war der Priester an der Lateranbasilika. 1704 wurde er Kanoniker des Stiftes Haug.
Am 26. Januar 1705 wurde er zum Titularbischof von Titularbistum Chrysopolis in Arabia und Weihbischof in Würzburg ernannt. Am 1. März 1705 weihte Johann Philipp von Greiffenclau zu Vollraths, Bischof von Würzburg, ihn in Würzburg zum Bischof. Bei der Weihe assistierten Hyacinth von Baumbach und der Prämonstratenser Godefridus Hammererich.
1707 wurde er Bischöflich Würtzburgischer Geheimder Rath.
Das Caritas-Altenpflegeheim in Lauda-Königshofen ist nach ihm benannt.